# جولي دونكان
جولي دونكان (بالإنجليزية: Julie Duncan)‏ هي ممثلة أمريكية، ولدت في 17 يناير 1919، وتوفيت في 20 يونيو 1986.

## وصلات خارجية
- جولي دونكان على موقع IMDb (الإنجليزية)
- جولي دونكان على موقع قاعدة بيانات الفيلم (الإنجليزية)